# Puchar Panamerykański w Piłce Siatkowej Kobiet 2019
Puchar Panamerykański w Piłce Siatkowej Kobiet – 18. edycja turnieju siatkarskiego kobiet, który trwał od 6 do 14 lipca 2019 roku. Gospodarzem turnieju było Peru, drużyny rywalizowały w Trujillo i Chiclayo. W turnieju udział brało 11 reprezentacji podzielonych na dwie grupy.

## Drużyny uczestniczące
| Grupa A                                         | Grupa B                                                       |
| ----------------------------------------------- | ------------------------------------------------------------- |
| Argentyna Kanada Kuba Dominikana Gwatemala Peru | Kolumbia Meksyk Portoryko Trynidad i Tobago Stany Zjednoczone |

## Faza grupowa

### Grupa A
Tabela
| Lp. | Drużyna    | Mecze | Mecze | Mecze | Pkt | Małe punkty | Małe punkty | Małe punkty | Sety | Sety | Sety  |
| Lp. | Drużyna    | M     | W     | P     | Pkt | zdob.       | str.        | ratio       | wyg. | prz. | ratio |
| --- | ---------- | ----- | ----- | ----- | --- | ----------- | ----------- | ----------- | ---- | ---- | ----- |
| 1   | Dominikana | 5     | 5     | 0     | 19  | 476         | 392         | 1.214       | 15   | 6    | 2.500 |
| 2   | Argentyna  | 5     | 4     | 1     | 17  | 498         | 434         | 1.147       | 14   | 8    | 1.750 |
| 3   | Kanada     | 5     | 3     | 2     | 19  | 435         | 367         | 1.185       | 13   | 6    | 2.167 |
| 4   | Peru       | 5     | 2     | 3     | 11  | 353         | 325         | 1.086       | 7    | 9    | 0.778 |
| 5   | Kuba       | 5     | 1     | 4     | 9   | 404         | 414         | 0.976       | 7    | 12   | 0.583 |
| 6   | Gwatemala  | 5     | 0     | 5     | 0   | 141         | 375         | 0.376       | 0    | 15   | 0.000 |

Źródło: NORCECA
Punktacja: 3:0 – 5 pkt, 3:1 – 4 pkt, 3:2 – 3 pkt, 2:3 – 2 pkt, 1:3 – 1 pkt, 0:3 – 0 pkt
Zasady ustalania kolejności: 1. liczba zwycięstw, 2. liczba punktów, 3. stosunek małych punktów, 4. stosunek setów, 5. bilans w bezpośrednich meczach
     awans do półfinałów
     awans do ćwierćfinałów
     mecze o miejsca 7-10
| Data  | Godz. | Drużyna 1  | Wynik | Drużyna 2  | 1     | 2     | 3     | 4     | 5     | Widzów | * |
| ----- | ----- | ---------- | ----- | ---------- | ----- | ----- | ----- | ----- | ----- | ------ | - |
| 06.07 | 16:00 | Argentyna  | 3:2   | Kanada     | 25:27 | 25:23 | 25:21 | 23:25 | 19:17 | 800    |   |
| 06.07 | 18:00 | Dominikana | 3:2   | Kuba       | 23:25 | 19:25 | 29:27 | 25:18 | 15:12 | 800    |   |
| 06.07 | 20:00 | Peru       | 3:0   | Gwatemala  | 25:9  | 25:8  | 25:9  |       |       | 1600   |   |
|       |       |            |       |            |       |       |       |       |       |        |   |
| 07.07 | 16:00 | Gwatemala  | 0:3   | Dominikana | 6:25  | 8:25  | 10:25 |       |       | 150    |   |
| 07.07 | 18:00 | Kuba       | 0:3   | Kanada     | 19:25 | 21:25 | 22:25 |       |       | 850    |   |
| 07.07 | 20:00 | Peru       | 1:3   | Argentyna  | 25:18 | 21:25 | 15:25 | 19:25 |       | 1500   |   |
|       |       |            |       |            |       |       |       |       |       |        |   |
| 08.07 | 16:00 | Kuba       | 3:0   | Gwatemala  | 25:14 | 25:13 | 15:12 |       |       | 150    |   |
| 08.07 | 18:00 | Argentyna  | 2:3   | Dominikana | 25:17 | 17:25 | 25:21 | 21:25 | 14:16 | 1500   |   |
| 08.07 | 20:00 | Peru       | 0:3   | Kanada     | 22:25 | 14:25 | 22:25 |       |       | 1650   |   |
|       |       |            |       |            |       |       |       |       |       |        |   |
| 09.07 | 16:00 | Gwatemala  | 0:3   | Argentyna  | 12:25 | 14:25 | 7:25  |       |       | 150    |   |
| 09.07 | 18:00 | Dominikana | 3:2   | Kanada     | 25:18 | 25:27 | 21:25 | 25:14 | 15:13 |        |   |
| 09.07 | 20:00 | Peru       | 3:0   | Kuba       | 25:20 | 28:26 | 25:10 |       |       | 1500   |   |
|       |       |            |       |            |       |       |       |       |       |        |   |
| 10.07 | 16:00 | Kanada     | 3:0   | Gwatemala  | 25:6  | 25:5  | 25:8  |       |       | 150    |   |
| 10.07 | 18:00 | Kuba       | 2:3   | Argentyna  | 23:25 | 25:20 | 18:25 | 28:26 | 10:15 | 250    |   |
| 10.07 | 20:00 | Peru       | 0:3   | Dominikana | 22:25 | 22:25 | 18:25 |       |       | 1300   |   |

### Grupa B
Tabela
| Lp. | Drużyna           | Mecze | Mecze | Mecze | Pkt | Małe punkty | Małe punkty | Małe punkty | Sety | Sety | Sety   |
| Lp. | Drużyna           | M     | W     | P     | Pkt | zdob.       | str.        | ratio       | wyg. | prz. | ratio  |
| --- | ----------------- | ----- | ----- | ----- | --- | ----------- | ----------- | ----------- | ---- | ---- | ------ |
| 1   | Stany Zjednoczone | 4     | 4     | 0     | 19  | 325         | 231         | 1.407       | 12   | 1    | 12.000 |
| 2   | Portoryko         | 4     | 3     | 1     | 15  | 333         | 271         | 1.229       | 10   | 4    | 2.500  |
| 3   | Kolumbia          | 4     | 2     | 2     | 11  | 297         | 231         | 1.286       | 7    | 6    | 1.167  |
| 4   | Meksyk            | 4     | 1     | 3     | 5   | 202         | 259         | 0.780       | 3    | 9    | 0.333  |
| 5   | Trynidad i Tobago | 4     | 0     | 4     | 0   | 135         | 300         | 0.450       | 0    | 12   | 0.000  |

Źródło: NORCECA
Punktacja: 3:0 – 5 pkt, 3:1 – 4 pkt, 3:2 – 3 pkt, 2:3 – 2 pkt, 1:3 – 1 pkt, 0:3 – 0 pkt
Zasady ustalania kolejności: 1. liczba zwycięstw, 2. liczba punktów, 3. stosunek małych punktów, 4. stosunek setów, 5. bilans w bezpośrednich meczach
     awans do półfinałów
     awans do ćwierćfinałów
     mecze o miejsca 7-10
| Data  | Godz. | Drużyna 1         | Wynik | Drużyna 2         | 1     | 2     | 3     | 4     | 5 | Widzów | * |
| ----- | ----- | ----------------- | ----- | ----------------- | ----- | ----- | ----- | ----- | - | ------ | - |
| 06.07 | 16:00 | Meksyk            | 3:0   | Trynidad i Tobago | 25:15 | 25:12 | 25:7  |       |   |        |   |
| 06.07 | 18:00 | Kolumbia          | 0:3   | Stany Zjednoczone | 18:25 | 18:25 | 21:25 |       |   |        |   |
|       |       |                   |       |                   |       |       |       |       |   |        |   |
| 07.07 | 18:00 | Trynidad i Tobago | 0:3   | Stany Zjednoczone | 14:25 | 15:25 | 13:25 |       |   | 350    |   |
| 07.07 | 20:00 | Portoryko         | 3:1   | Kolumbia          | 25:21 | 26:24 | 23:25 | 25:20 |   | 400    |   |
|       |       |                   |       |                   |       |       |       |       |   |        |   |
| 08.07 | 16:00 | Trynidad i Tobago | 0:3   | Portoryko         | 9:25  | 13:25 | 13:25 |       |   |        |   |
| 08.07 | 18:00 | Stany Zjednoczone | 3:0   | Meksyk            | 25:11 | 25:18 | 25:19 |       |   | 375    |   |
|       |       |                   |       |                   |       |       |       |       |   |        |   |
| 09.07 | 16:00 | Trynidad i Tobago | 0:3   | Kolumbia          | 8:25  | 8:25  | 8:25  |       |   | 155    |   |
| 09.07 | 18:00 | Meksyk            | 0:3   | Portoryko         | 16:25 | 21:25 | 9:25  |       |   | 225    |   |
|       |       |                   |       |                   |       |       |       |       |   |        |   |
| 10.07 | 16:00 | Kolumbia          | 3:0   | Meksyk            | 25:8  | 25:11 | 25:14 |       |   | 250    |   |
| 10.07 | 18:00 | Stany Zjednoczone | 3:1   | Portoryko         | 25:18 | 25:20 | 25:27 | 25:19 |   | 475    |   |

## Faza finałowa

### Mecze o miejsca 7-10
| Data  | Godz. | Drużyna 1 | Wynik | Drużyna 2         | 1     | 2     | 3     | 4 | 5 | Widzów | * |
| ----- | ----- | --------- | ----- | ----------------- | ----- | ----- | ----- | - | - | ------ | - |
| 12.07 | 18:00 | Meksyk    | 0:3   | Kuba              | 15:25 | 23:25 | 16:25 |   |   | 1300   |   |
| 12.07 | 20:00 | Peru      | 3:0   | Trynidad i Tobago | 25:15 | 25:10 | 25:14 |   |   | 2000   |   |

### Ćwierćfinały
| Data  | Godz. | Drużyna 1 | Wynik | Drużyna 2 | 1     | 2     | 3     | 4     | 5 | Widzów | * |
| ----- | ----- | --------- | ----- | --------- | ----- | ----- | ----- | ----- | - | ------ | - |
| 12.07 | 18:00 | Portoryko | 3:1   | Kanada    | 30:28 | 13:25 | 27:25 | 26:24 |   | 250    |   |
| 12.07 | 20:00 | Argentyna | 0:3   | Kolumbia  | 16:25 | 16:25 | 19:25 |       |   | 300    |   |

### Mecz o 9 miejsce
| Data  | Godz. | Drużyna 1 | Wynik | Drużyna 2         | 1     | 2     | 3    | 4 | 5 | Widzów | * |
| ----- | ----- | --------- | ----- | ----------------- | ----- | ----- | ---- | - | - | ------ | - |
| 13.07 | 18:00 | Meksyk    | 3:0   | Trynidad i Tobago | 25:17 | 25:13 | 25:8 |   |   | 2000   |   |

### Mecz o 7 miejsce
| Data  | Godz. | Drużyna 1 | Wynik | Drużyna 2 | 1     | 2     | 3     | 4 | 5 | Widzów | * |
| ----- | ----- | --------- | ----- | --------- | ----- | ----- | ----- | - | - | ------ | - |
| 13.07 | 20:00 | Kuba      | 0:3   | Peru      | 20:25 | 14:25 | 19:25 |   |   | 2350   |   |

### Mecz o 5 miejsce
| Data  | Godz. | Drużyna 1 | Wynik | Drużyna 2 | 1     | 2     | 3     | 4     | 5 | Widzów | * |
| ----- | ----- | --------- | ----- | --------- | ----- | ----- | ----- | ----- | - | ------ | - |
| 13.07 | 16:00 | Kanada    | 1:3   | Argentyna | 20:25 | 23:25 | 26:24 | 20:25 |   | 250    |   |

### Półfinały
| Data  | Godz. | Drużyna 1         | Wynik | Drużyna 2 | 1     | 2     | 3     | 4     | 5 | Widzów | * |
| ----- | ----- | ----------------- | ----- | --------- | ----- | ----- | ----- | ----- | - | ------ | - |
| 13.07 | 18:00 | Stany Zjednoczone | 3:0   | Kolumbia  | 25:17 | 25:14 | 25:15 |       |   | 400    |   |
| 13.07 | 20:00 | Dominikana        | 3:1   | Portoryko | 25:16 | 25:20 | 27:29 | 25:20 |   | 450    |   |

### Mecz o 3 miejsce
| Data  | Godz. | Drużyna 1 | Wynik | Drużyna 2 | 1     | 2     | 3     | 4 | 5 | Widzów | * |
| ----- | ----- | --------- | ----- | --------- | ----- | ----- | ----- | - | - | ------ | - |
| 14.07 | 14:00 | Kolumbia  | 3:0   | Portoryko | 25:21 | 25:19 | 25:21 |   |   | 300    |   |

### Finał
| Data  | Godz. | Drużyna 1         | Wynik | Drużyna 2  | 1     | 2     | 3     | 4 | 5 | Widzów | * |
| ----- | ----- | ----------------- | ----- | ---------- | ----- | ----- | ----- | - | - | ------ | - |
| 14.07 | 16:00 | Stany Zjednoczone | 3:0   | Dominikana | 25:16 | 25:21 | 29:27 |   |   | 3000   |   |

## Nagrody indywidualne
| MVP           | Najlepsza punktująca | Najlepsza rozgrywająca | Najlepsze przyjmujące           | Najlepsza atakująca | Najlepsza zagrywająca | Najlepsze środkowe           | Najlepsza libero     | Najlepsza broniąca | Najlepsza przyjmująca |
| ------------- | -------------------- | ---------------------- | ------------------------------- | ------------------- | --------------------- | ---------------------------- | -------------------- | ------------------ | --------------------- |
| Micha Hancock | Paulina Pietro       | Micha Hancock          | Kadie Rolfzen Brayelin Martínez | Paulina Pietro      | Wilmarie Rivera       | Hannah Tapp Valerin Carabali | Justine Wong-Orantes | Camila Gómez       | Justine Wong-Orantes  |

## Klasyfikacja końcowa
| Miejsce | Reprezentacja     |
| ------- | ----------------- |
| złoto   | Stany Zjednoczone |
| srebro  | Dominikana        |
| brąz    | Kolumbia          |
| 4.      | Portoryko         |
| 5.      | Argentyna         |
| 6.      | Kanada            |
| 7.      | Peru              |
| 8.      | Kuba              |
| 9.      | Meksyk            |
| 10.     | Trynidad i Tobago |
| 11.     | Gwatemala         |